# دونا كومبتون
دونا كومبتون (بالإنجليزية: Donna Compton)‏ هي لاعبة الجسر ‏ أمريكية، ولدت في 20 نوفمبر 1967.